# Wierzchownia (Baja Silesia)
Wierzchownia [vjɛʂˈxɔvɲa] es una localidad del distrito de Głogów, en el voivodato de Baja Silesia en Polonia. Se encuentra en el suroeste del país, dentro del término municipal de Pęcław, a unos 2 km al sudeste de la localidad homónima y sede del gobierno municipal, a unos 13 al este de Głogów, la capital del distrito, y a unos 79 al noroeste de Breslavia, la capital del voivodato. Wierzchownia perteneció a Alemania hasta 1945.
- Datos: Q3567976